# Pomerančová válka
Pomerančová válka (portugalsky Guerra das Laranjas, francouzsky Guerre des Oranges, španělsky Guerra de las Naranjas) byl krátký ozbrojený konflikt mezi Španělskem a Portugalskem roku 1801. Šlo o součást války druhé koalice během francouzských revolučních válek. Započal tím, že vojska Španělského království, které bylo spojencem Francie, zaútočila s podporou Francouzů na Portugalsko. Díky velké početní přesile zvítězilo Španělsko.

## Pozadí
Roku 1789 vypukla ve Francii revoluce a roku 1792 se Francie stala republikou, což vyvolalo nevoli většiny evropských monarchií včetně Španělska a Portugalska. Rozpoutaly proti Francii válku, v níž však Francie brzy získala navrch a Španělsko válku s Francií prohrálo. Uzavřelo s ní mír, postupně se stávalo stále závislejší na Francii a stalo se jejím spojencem. Portugalsko bylo posledním britským spojencem v západní Evropě a s Británií obchodovalo. V roce 1800 předal Napoleon a španělský ministerský předseda Godoy Portugalsku ultimátum, aby přestalo podporovat Velkou Británii. Portugalsko však odmítlo.

## Průběh
Brzy ráno 20. května zaútočila španělská armáda na Portugalsko. Prvním terčem útoku byla město Elvas, Campo Maior, Olivenza a Juromenha. Portugalská obrana v druhých dvou jmenovaných městech však byla slabá a čítala jen několik set vojáků, především z místních milic. Města Olivenza a Juromenha brzy padla do rukou Španělů. Na Campo Maior útočily dvě španělské divize a po 17 dnech bojů ho ovládly. Největší část Godoyovy armády útočila na město a zároveň pevnost Elvas, jež bránil portugalský generál Francisco de Noronha. Portugalcům se podařilo španělský útok na Elvas zastavit a zahnat španělskou armádu na ústup. Ta se stáhla do bezpečné vzdálenosti od pevnosti a zbytek války se neodvážila dalšího útoku. Boje se i na jiných místech dostaly do patové situace, španělské síly sice ovládaly či oblehly několik měst, ale dále nepostupovaly. Godoy nicméně právě v té době utrhl nějaké pomeranče ze sadu nedaleko pevnosti Elvas a poslal je španělské královně se zprávou, že bude postupovat na Lisabon. Tak dostala válka jméno pomerančová.

## Následky
Portugalsko střet prohrálo, avšak většinu území Portugalska válka nepostihla. 6. června 1801 byla ve městě Badajoz podepsána mírová smlouva. Portugalsko souhlasilo s podmínkami. Předalo Španělsku města Olivenza a Almeida, uzavřelo své přístavy pro britské lodě a předalo Francii část Brazílie. V roce 1802 3 500 britských vojáků s tichým souhlasem Portugalska obsadilo portugalský ostrov Madeira. V roce 1805, poté co britské námořnictvo porazilo Francouze a Španěly u Trafalgaru, Portugalsko začalo opět spolupracovat s Británii, v reakci na což v říjnu 1807 Napoleon Portugalsko bez většího odporu obsadil. Portugalská královská rodina uprchla do Brazílie a hlavním městem Portugalska se stalo Rio de Janeiro. Během španělské války za nezávislost Britové Portugalsko osvobodili. Během Vídeňského kongresu nebyla smlouva z Badajoz zrušena, Olivenza je dodnes součástí Španělska a je předmětem diplomatických sporů mezi Španělskem a Portugalskem.